# Бугуруслан
Бугуруслан (на руски: Бугуруслан) е град в Русия, разположен в градски окръг Бугуруслан, Оренбургска област. Населението му към 1 януари 2018 година е 49 245 души.